# Skublics Károly
Besenyői és velikei Skublics Károly (Besenyő, Zala vármegye, 1779. március 31. – Alsórajk, Zala vármegye, 1853. augusztus 21.) zalaszentbalázsi földbirtokos, táblabíró, könyvtáralapító.

## Élete
A nemesi származású besenyői és velikei Skublics család sarja. Édesapja, besenyői és velikei Skublics László (1734–1796), táblabíró, édesanyja zétényi Csukás Lúcia volt. Apai nagyszülei besenyői és velikei Skublics Sándor (1695–1754) és lukafalvi Szarka Anna (1711–1789) voltak.
Skublics Károly, zalaszentbalázsi földbirtokos, a gyermektelen unokatestvérétől, Skublics Imre (1771–1830) Zala vármegyei főjegyzőtől, a nagy és értékes könyvtárát örökölte. Ezt a könyvtárt 1831-ben, Skublics Károly Zala vármegyének adományozta. Átadáskor a katalógus szerint a könyvtár 790 művet tartalmazott 1954 kötetben: magyar, német, francia, latin, görög, angol és olasz nyelvű kiadványokat.

## Házasságai és leszármazottjai
Első nejét, Hilf Johannát (1783–1805), Pesten 1803. szeptember 5-én vette el. A második neje Petrás Anna (1782–1831) volt.